# Alex Donnersbach
Alex Donnersbach (ur. 9 stycznia 1992 w Luksemburgu) – luksemburski polityk, od 2023 roku członek Izby Deputowanych. Od marca 2024 roku sekretarz generalny Chrześcijańsko-Społecznej Partii Ludowej.

## Życiorys
Ukończył szkołę średnią Athénée w Luksemburgu. Studiował następnie prawo, po czym rozpoczął pracę jako radca prawny.

### Działalność polityczna
Był przewodniczącym Christlich Soziale Jugend, młodzieżówki Chrześcijańsko-Społecznej Partii Ludowej (CSV). W 2012 roku został członkiem tejże partii. W wyborach samorządowych w listopadzie 2017 roku został wybrany radnym gminy Walferdange. W lipcu 2023 roku uzyskał reelekcję jako radny gminy.
W listopadzie 2023 roku w wyborach parlamentarnych został wybrany członkiem Izby Deputowanych. Wybrano go wiceprzewodniczącym Komisji ds. Mieszkalnictwa i Planowania Regionalnego, dołączył także do Komisji ds. Obronności, Komisji ds. Edukacji Narodowej, Dzieci i Młodzieży, Komisji ds. Sprawiedliwości i Komisji ds. Środowiska, Klimatu i Bioróżnorodności. W marcu 2024 roku został wybrany sekretarzem generalnym partii CSV, funkcję pełni wspólnie z Françoise Kemp. W maju tego samego roku został członkiem Europejskiego Komitetu Regionów, w którym dołączył do grupy Europejskiej Partii Ludowej. W EKR zasiadł w Komisji Polityki Spójności Terytorialnej i Budżetu UE (COTER) oraz Komisji Polityki Społecznej, Edukacji, Zatrudnienia, Badań Naukowych i Kultury (SEDEC).